# مارغريت ليا هيوستن
مارغريت ليا هيوستن (بالإنجليزية: Margaret Lea Houston) (11 أبريل 1819 – 3 ديسمبر 1867) السيدة الأولى لجمهورية تكساس أثناء الفترة الثانية لحكم زوجها سام هيوستن.

## وصلات خارجية
- Text of Sam Houston's Will, Travis County Clerk's Office
- Inventory of Sam Houston's estate, December 2, 1863, SHSU
- مارغريت ليا هيوستن على موقع فايند أغريف